# Huidong
Huidong  léase Juéi-Dong (en chino simplificado, 惠东县; pinyin, Huìdōng xiàn)  es un condado bajo la administración directa de la ciudad-prefectura de Huizhou. Se ubica al este de la provincia de Cantón, en el sur de la República Popular China. Su área es de 3526 km² y su población total para 2018 fue más de 900 mil habitantes.

## Administración
El condado de Huidong  se divide en 14 pueblos que se administran en 2 subdistritos y 12 poblados.